# Abschnittsbefestigung Höglberg
Die Abschnittsbefestigung Höglberg (auch Abschnittsbefestigung Moniberg) ist eine abgegangene bronzezeitliche Abschnittsbefestigung im Landshuter Stadtteil Schönbrunn. Die ehemalige Höhensiedlung befindet sich im Gemeindeteil Moniberg auf der Carossahöhe nahe dem Hofberg.
Die Anlage ist als Bodendenkmal mit der Nummer D-2-7439-0039 vom Bayerischen Landesamt für Denkmalpflege als „vorgeschichtliche Abschnittsbefestigung ‚Höglberg‘ oder ‚Moniberg‘ mit Siedlungsfunden der Münchshöfener Gruppe, der Bronze- und der Urnenfelderzeit“ erfasst.

## Geschichte
Im Jahr 1823 ließ sich der Brauer Joseph Högl am Höglberg einen Bierkeller graben. Dabei wurden Grabhügel und die Überreste einer mehr als 3000 Jahre alten Siedlung aus der Bronzezeit entdeckt. Zunächst erkannten die Bauarbeiter die Bedeutung der Funde nicht und ein Teil der Anlage wurde als Bauschutt beseitigt. Erst fünf Tage später erfuhr der Magistratsrat und spätere Bürgermeister von Landshut, Carl Lorber, von dem Fund und ließ Ausgrabungen vornehmen.
Das Grabgewölbe war außen mit großen Feldsteinen abgedeckt und innen mit Platten ausgekleidet, die aus Kiesel- und Backsteinen mit Mörtel vermischt bestanden. Dabei wurden menschliche Gebeine entdeckt, an denen teilweise Brandspuren erkennbar waren. Des Weiteren lagen Skelette von Pferden und Töpfergeschirr dabei.
Bei späteren Ausgrabungen wurde ein weiterer Grabhügel untersucht, der aus Granit- und Feldsteinplatten bestand. Das Grabgewölbe enthielt ein menschliches Skelett, das mit dem Kopf auf ein Pferd gelegt wurde. Um die Knochen herum lagen weiter Skelette von Menschen, darunter Kinderknochen und die Überreste eines kleinen Pferdes. Weitere Funde waren eine Henkelkanne, Waffen aus Kupfer und Zink, Werkzeuge, Aschekrüge, Keramikbecher, eine Gussform für Pfeilspitzen, Bronzeobjekte, Gewichte sowie Reste einer Fibel, Nadeln und Teile eines Kopfschmucks.
Lorber ließ die Funde im Landshuter Rathaus ausstellen und schuf damit den Vorläufer eines Stadtmuseums.
Spätere Ausgrabungen ergaben, dass das Gebiet bereits im Jungneolithikum besiedelt war und bis in die Späte Bronzezeit genutzt wurde, da Siedlungsfunde der Münchshöfener Kultur und aus der Urnenfelderzeit gefunden wurden.

## Beschreibung
Die Anlage liegt zwischen zwei Kerbtälern auf einem nach Westen gerichteten bewaldeten Geländesporn, der mit drei Seiten 80 m in das Tal abfällt. Das dreieckige Plateau besitzt Seitenlängen von 70 m. An der östlichen Seite ist sie durch einen 3 m hohen Schildwall vom Hinterland abgetrennt. Durch eine vorgelagerte halsgrabenartige Mulde ergibt sich eine Höhe von 11,5 m bis zu dem Schildwall. Heute besteht die Anlage aus einer Einfriedung mit wallförmigen Erdanhäufungen, in deren unmittelbarer Nähe sich zwei Grabhügel erheben. Weitere Hügelgräber befinden sich in der näheren Umgebung.